# 查理贝尔特一世
查理贝尔特一世（521年—567年3月5日），法兰克王国墨洛温王朝的国王（561年11月29日—567年3月5日在位）。查理貝爾特一世是克洛泰爾一世與妻子英貢德的第三子，他的長兄貢泰爾及次兄希爾德里克，皆在他们的父亲去世前的某个时候去世了。

## 生平

### 继位的冲突：对克朗恩的远征
556年，同父異母的弟弟克朗恩在各種場合與父親克洛泰爾一世作對，最終舉兵反叛。克洛泰爾一世派遣查理貝爾特與弟弟貢特拉姆前去平定克朗恩及他的母親楚恩欣的叛亂。在進行談判時，克朗恩躲在位於利穆贊的黑山上。談判失敗后，兩軍準備戰鬥。然而，雷暴阻止了兩軍交戰，而克朗恩向他的兄弟查理貝爾特及貢特拉姆發了一封偽造信件，散佈他們父親克洛泰爾一世逝世的謠言。查理貝爾特與貢特拉姆立即返回勃艮第，以確保他們的地位。

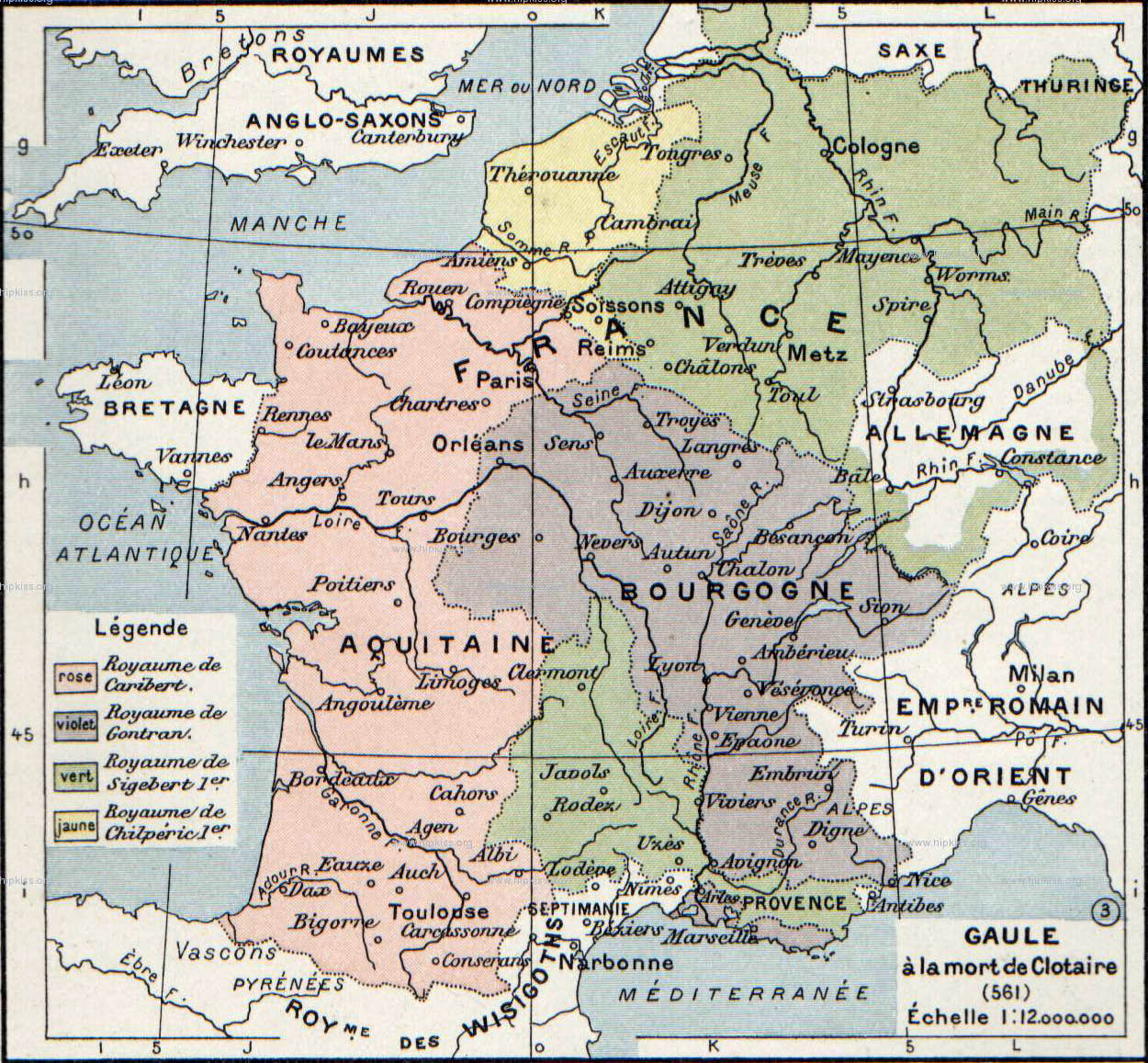
克洛泰爾死後的王國瓜分

### 法兰克王国的第二次分裂
561年，克洛泰爾一世去世，法蘭克王國被四个兒子瓜分，每個兒子統治一個獨立的王國。每個王國地理上不一定連成一片，可能包含兩個不相關的地區。四個王國都由首都所在而命名。
- 查理貝爾特一世接管了索姆河與羅亞爾河之間的紐斯特利亞地區、阿基坦和南部-比利牛斯等地，以巴黎為首都（巴黎王國），主要城市包括魯昂、圖爾、普瓦捷、利摩日、波爾多、圖盧茲、卡奧爾和阿爾比等。貢特拉姆接收了勃艮第一帶（勃艮第王國），西吉貝爾特一世以梅斯為首都統治奧斯特拉西亞（包括蘭斯）（梅斯王國）。最年幼的希爾佩里克一世以蘇瓦松為首都（蘇瓦松王國），是四個王國中最小的。

## 死亡
567年3月5日，查理贝尔特死在南巡期间途中的波尔多附近，享年46岁左右。他死后，尽管有四个妻子，但只留下三个女儿。他的遗产被三个兄弟激烈地抢夺。568年，他的王国被划分成三份，首都巴黎为共有，税收也被分成三份。每个国王进入他人的领地，无需经过另外两人的批准。此外，桑利斯没有被分裂。

## 配偶和子女
- 英格布爾格（英语：Ingoberga） (519年-589年)，查理貝爾特的第一任妻子[4]。
  - 肯特的貝莎（英语：Bertha of Kent）（又稱為聖貝莎 ）（?-612年）嫁給肯特國王愛德培（英语：Æthelberht of Kent）。

- 提烏德希爾德（法语：Théodechilde (femme de Caribert Ier)） 566年成為查理貝爾特的第二任妻子，牧羊人的女兒。查理貝爾特一世逝世後，提烏德希爾德曾提議與貢特拉姆定婚，儘管早於557年在巴黎舉行的一個理事會中禁止了迎娶兄長遣孀這樣混亂的配對。貢特拉姆最後決定更安全地安置她，在不情願的情況下，提烏德希爾德進入了在阿爾勒的一間女修道院[4]。
  - 兒子，早夭

- 墨洛芙勒德（法语：Méroflède），羊毛工人的女兒，英格布爾格的僕人[4]。
  - 貝莎夫勒德，勒芒的尼姑
  - 克洛蒂爾德，聖十字普瓦捷修道院（英语：Holy Cross Abbey (Poitiers)）的尼姑

- 馬爾科威法（法语：Marcowefa） (?-567年)，墨洛芙勒德的妹妹，因為與她結婚查理貝爾特與她因而受到絕罰之刑。馬爾科威法於567年逝世，而查理貝爾特一世不久也逝世[4]。